# Комисия за защита на личните данни
Комисията за защита на личните данни (КЗЛД) е държавна институция в България, отговорна за прилагането на правилата за събиране и съхранение на лични данни. Бюджетът ѝ за 2025 година е 6,73 милиона лева.
Създадена е през 2002 година и се състои от 5 членове, избирани от Народното събрание с петгодишен мандат. Комисията е национален контролен орган по Общия регламент относно защитата на данните на Европейския съюз.